# خوشامدگویی به عمه
خوشامدگویی به عمه (انگلیسی: Making Auntie Welcome) یک فیلم کمدی صامت کوتاه به کارگردانی آرتور هاتلینگ است که در سال ۱۹۱۴ منتشر شد. از بازیگران این فیلم می‌توان به اولیور هاردی و ریموند مک‌کی اشاره کرد.